# Amalia Molina
Amalia Molina Pérez (Sevilla, 8 de enero de 1881-Barcelona, 8 de julio de 1956) fue una cantaora, cupletista y bailaora española.

## Biografía

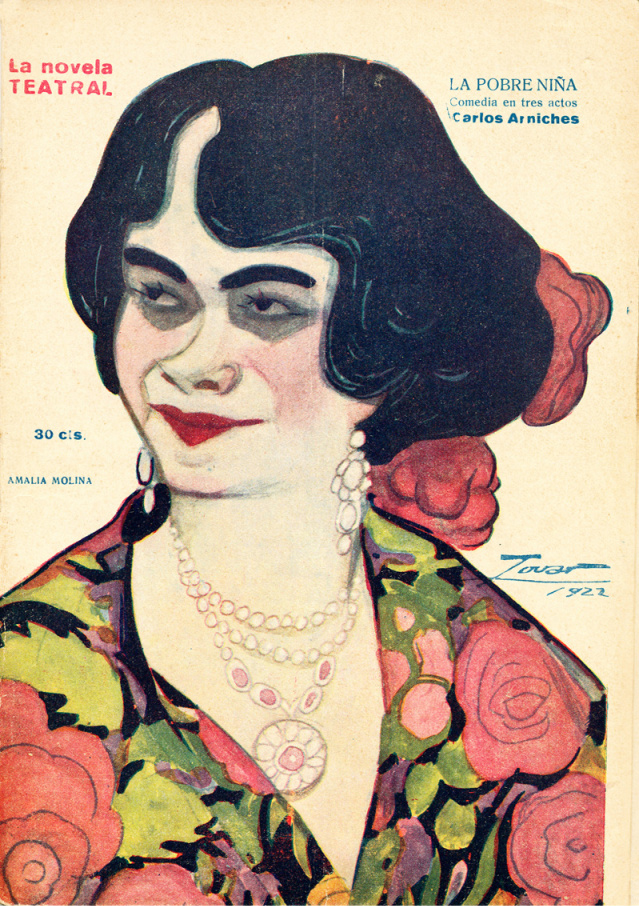
Caricaturizada por Tovar (1922)

### Sus primeros años
Nacida en Sevilla en 1881, fue criada en el barrio de Triana y se instaló siendo muy joven en Madrid, donde debutó a la edad de diecisiete años. Sería el inicio de una brillante carrera artística, que le llevó a viajar por Hispanoamérica e incluso Broadway. En París estrenó la ópera Goyescas. En cine intervino en la película Malvaloca (1926), de Benito Perojo.
Los hermanos Álvarez Quintero se inspiraron en ella para su obra Mariquilla Terremoto, que a su vez sirvió de base para el guion de la película Mariquilla Terremoto dirigida por Benito Perojo. Falleció en Barcelona en julio de 1956.
Estuvo casada desde 1904 con el abogado Trelles del Busto.